# York (Australia)
York – miasto w Australii, w stanie Australia Zachodnia.